# انجمن بین المللی بارمن ها

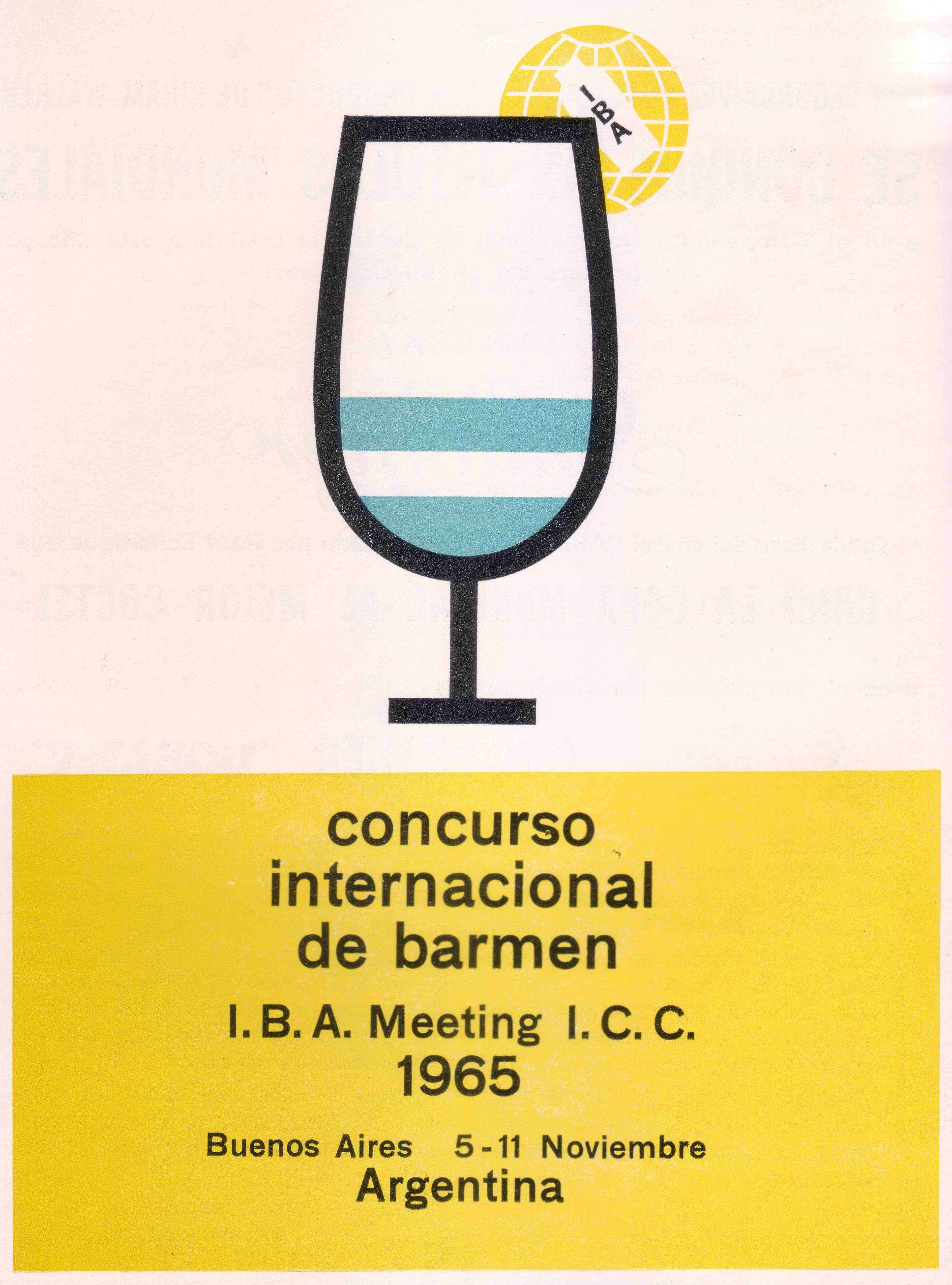
پوستر رویداد آی‌بی‌ای در سال ۱۹۶۵ که در پایتخت کشور آرژانتین، بوئنوس آیرس برگزار شد.

انجمن بین المللی بارمن ها ( IBA ) یک سازمان بین المللی است که به منظور نمایندگی از ماهرترین بارمن های جهان تأسیس شده است این موسسه در ۲۴ فوریه ۱۹۵۱ تأسیس شد 
در یک رویداد سالانه، مسابقه جهانی کوکتل شناسی (WCC) و مسابقات جهانی با طعم و مزه (WFC) توسط ارائه و سازماندهی می‌شود. این موسسه همچنین فهرستی از کوکتل های رسمی را ارائه می کند.

هر سال این رویدادها در مقاصد مختلف جهان برگزار می شود.
در سال ۲۰۰۶ از ۶ اکتبر (برای سی و دومین رویداد سالانه) تا ۷ اکتبر ۲۰۰۶ مسابقات در هتل ملیتون پورتو کاراس، هالکیدیکی، یونان برگزار شد.